# Леонард Блумфилд
Леонард Блумфилд је био амерички лингвиста који је предводио развој структуралне лингвистике у Сједињеним Америчким Државама током тридесетих и четрдесетих година XX века. Његов утицајан уџбеник Језик, објављен 1933. године, представио је обухватан опис америчке структуралне лингвистике. Дао је значајан допринос индоевропској историјској лингвистици, као и опису аустронежанских и алонкијских језика.
Блумфилдов приступ лингвистици се истиче својим нагласком на научну основу лингвистике, приклоњеност бихевиоризму (нарочито у каснијим радовима), као и нагласком на формалне процедуре за анализу лингвистичких података. Утицај блумфилдске структуралне лингвистике опао је крајем педесетих и шездесетих година XX века када је почела да преовлађује теорија генеративне граматике Ноама Чомског.

## Детињство, младост и образовање
Блумфилд је рођен у Чикагу у Илиноису 1. априла 1887. године. Његови родитељи (Сигмунд Блумфилд и Карола Бубер Блумфилд) били су Јевреји. Његов отац је емигрирао у Сједињене Америчке Државе као дете 1868. године, а првобитно породично презиме Блуменфилд је после доласка промењено у Блумфилд. Године 1896. његова породица се преселила у Елкхарт Лејк у Висконсину где је он похађао основну школу, али се вратио у Чикаго како би тамо ишао у средњу школу. Његов ујак Морис Блумфилд био је истакнути лингвиста на Универзитету Џонс Хопкинс, а његова тетка Фени Блумфилд Цајслер била је позната концертна пијанисткиња.
Блумфилд је започео студије 1903. на Харвард факултету, а дипломирао 1906. године. Одмах потом је започео дипломске студије на Универзитету Висконсин-Медисон, похађајући курсеве немачког језика и немачке филологије, као и курсеве других индоевропских језика. Познанство са индоевропеистом Едвардом Прокошем, предавачем на Универзитету у Висконсину, убедило га је да настави каријеру у лингвистици. Године 1908. Блумфилд се пребацио на Универзитет у Чикагу где је похађао курсеве немачке и индоевропске филологије са Франсис А. Вуд и Карл Дарлинг Бак. Докторирао је 1909, дисертацијом из немачке историјске лингвистике, а ментор му је био Вуд. Наставио је студије на Универзитету у Лајпцигу и на Универзитету у Гетингену 1913. и 1914. уз водеће индоевропеисте Августа Лескина, Карла Бругмана и Хермана Олденберга, специјалисту у ведском санскриту. Блумфилд је такође студирао у Гетингену са стручњаком за Санскрит, Јакобом Вакернагелом и сматрао је Вакернагела и санскритску граматичку традицију ригорозне граматичке анализе, која је повезана са Панинијем, као битне утицаје на свој историјски и дескриптивни рад. Даље усавршавање у Европи било је услов за унапређење у звање асистента на Универзитету у Илиноису.

## Каријера
Блумфилд је био инструктор немачког језика на Универзитету у Синсинатију, 1909-1910; инструктор немачког језика на Универзитету Илиноиса у Урбана-Шампањи, 1910-1913; асистент компаративне филологије И немачког језика, такође на Универзитету Илиноиса, 1913-1921; професор немачког језика и лингвистике на Државном универзитету Охаја, 1921-1927; професор германске филологије на Чикашком универзитету, 1927-1940; стерлиншки професор лингвистике на Универзитету Јејл, 1940-1949. Током лета 1925. године, Блумфилд је радио као асистент етнолог у Геолошком заводу Канаде у Министарству рударства, бавећи се теренским лингвистичким радом на преријском наречју крија; овај положај му је обезбедио Едвард Сапир, који је у то време био шеф Одељења за антропологију Викторија музеја Геолошког завода Канаде при канадском Министарству рударства.
Блумфилд је био један од оснивача Лингвистичког друштва Америке. Године 1924. је заједно са Џорџом М. Болингом (Државни универзитет Охаја) и Едгаром Стуртевантом (Универзитет Јејл) оформио одбор за стварање Друштва, и израдио позив за његово оснивање. Био је председник Друштва 1935. године, и написао је главни чланак у првом броју часописа Друштва Језик. Предавао је у летњем Лингвистичком институту Друштва од 1938. до 1941, који је одржаван у Ен Арбору у Мичигену од 1938. до 1940, и у Чапел Хилу у Северној Каролини 1941. године.

## Индоевропска лингвистика
Блумфилдов најранији рад био је у области историјске германистике, почињући са његовом дисертацијом, а настављајући се великим бројем радова из индоевропске и германске фонологије и морфологије. Постдокторске студије у Немачкој су додатно ојачале његову стручност у младограматичарској традицији која је још увек доминирала индоевропским историјским проучавањима. Блумфилд је истицао младограматичарски принцип регуларне гласовне промене као основни концепт историјске лингвистике током целе своје каријере, али поготову на почетку.
Блумфилдов рад на индоевропским језицима, ван његове дисертације, ограничен је на један чланак о палаталним консонантима у санскриту и један чланак о санскритској граматичкој традицији повезаној са Панинијем, уз велики број приказа књига. Блумфилд је доста користио индоевропске материјале да би објаснио историјске и компаративне принципе у оба своја уџбеника (Увод у језик 1914, и кључни Језик 1933). У уџбеницима је бирао индоевропске примере који су подржавали кључну младограматичарску хипотезу регуларности гласовне промене, истичући низ корака неопходних за успех у компаративном раду: а) одговарајући подаци у форми текстова који се морају интензивно проучавати и анализирати; б) примена компаративног метода; ц) реконструкција прото-форми. Истицао је важност дијалектолошких проучавања када је то било прикладно, и уочио је значај социолошких фактора као што је престиж, као и утицај значења. Поред регуларне лингвистичке промене, Блумфилд је дозвољавао и позајмљивање и аналогију.
Могло би се рећи да Блумфилдов рад на тему индоевропских језика има две широке импликације: „Јасно је изразио теоријске основе индоевропске лингвистике“ и „учврстио проучавање индоевропских језика у оквиру опште лингвистике“.

### Проучавања санскрита
Део његовог усавршавања са водећим индоевропеистима у Немачкој 1913. и 1914. чинило је учење санскритске граматичке традиције коју је започео Панини, који је живео у северозападној Индији у VI веку п. н. е. Панинијева граматика се истиче својом екстремном темељитошћу и експлицитношћу у набрајању санскритских лингвистичких форми. У писму алгонкијанисти Труману Мицхелсону, Блумфилд истиче: „Моји узори су Панини и дела у индоевропском налик онима мога професора Вакернагела из Базела.“
Панинијев системски приступ анализи укључује компоненте за: а) формирање граматичких правила, б) инвентар гласова, ц) списак глаголских корена организованих у поткатегорије, д) списак класа морфова. Утицај Панинија види се у Блумфилдовом приступу кључним лингвистичким идејама у његовом уџбенику Језик кроз поступање са основним концептима попут лингвистичке форме, слободне форме, и других. Такође, Панини је и извор Блумфилдове употребе термина ексоцентрична и ендоцентрична за описивање сложеница. Панинијеви концепти се могу пронаћи и у делу Источни ођибве, објављеном постхумно 1958, нарочито употреба концепта нултог суфикса, морфеме која нема видну реализацију.

## Аустронежанска лингвистика
Током рада на Универзитету у Илиноису, Блумфилд је започео истраживање тагалога, аустронежанског језика који се говори на Филипинима. Лингвистички рад на терену је спроводио са Алфредом Видом Сантјагом, студентом инжењерства на Универзитету од 1914. до 1917. Резултати су објављени под називом „Тагалог текстови са граматичком анализом“ и укључују низ текстова које је диктирао Сантјаго, као и опширан граматички опис и анализу сваке речи у текстовима. Блумфилдов рад на тагалогу, од почетка теренског рада до објављивања, трајао је мање од две године. Његово проучавање тагалога је описано као „…најбоља обрада било ког аустронежанског језика...Резултат је опис тагалога који је непревазиђен својом потпуношћу, прецизношћу и богатством примера.“
Једина друга Блумфилдова публикација о неком од аустронежанских језика је чланак о синтакси језика илокано, заснован на истраживању спроведеном са матерњим говорником тог језика који је био студент на Јејл универзитету. Овај чланак је описан као „...маестралан, јер на мање од седам страна покрива целу таксономну синтаксу илокана“.

## Алонкијска лингвистика
Блумфилдов рад на алонкијским језицима имао је и дескриптивне и компаративне компоненте. Објављивао је граматике, лексиконе и колекције текстова на четири алонкијска језика: фоксу, крију, меноминију и ођибвеу. Блумфилд је користио материјале сакупљене у свом дескриптивном раду како би се бавио компаративним студијама које су довеле до реконструкције прото-алонкијског. Једна рана студија се бавила реконструкцијом гласовног система прото-алонкијског, други мало обимнији рад унапређивањем фонолошке анализе и додавањем историјских информација на опште карактеристике алонкијске граматике.
Блумфилд се бавио теренским истраживањем крија, меноминија и ођибвеа, и анализом материјала раније објављених зборника текстова на фокс језику. Његово прво истраживање алонкијских језика, које је почело око 1919. године, укључивало је проучавање зборника текстова на фокс језику које су објавили Вилијам Џоунс и Труман Микелсон. Радећи на овим текстовима, Блумфилд је извлачио граматичке информације да би направио граматички нацрт фокса. Лексикон фокса заснован на извученом материјалу је објављен после његове смрти.
Блумфилд се бавио теренским истраживањем меноминија током лета 1920. и 1921. као и накратко током септембра 1939, уз повремене посете говорника меноминија у Чикагу касних тридесетих година XX века и уз преписке са говорницима током тог истог периода. Све то је допуњавано материјалом који је сакупио Морис Свадеш 1937. и 1928, често као одговор на Блумфилдове специфичне захтеве. У неке од битнијих публикација спадају зборник текстова, граматика и лексикон који су објављени постхумно, као и теоријски значајан чланак који се тиче фонолошких алтернација у меноминију.
Блумфилд се 1925. године бавио теренским истраживањем међу говорницима преријског наречја крија у Саскачевану у Свит Грас и Стар Бленкит резерватима. Резултат тога су била два тома текстова и постхумни лексикон. Такође се кратко бавио теренским истраживањем мочварског наречја крија у граду Де Па у Манитоби. Блумфилдов рад на мочварском наречју крија је обезбедио податке који подржавају хипотезу фонолошке промене без изузетака.
Блумфилдово првобитно истраживање на ођибвеу било је кроз проучавање текстова које је сакупио Вилијам Џоунс као и уз помоћ граматика и речника из XIX века. Током Лингвистичког института који је 1938. године одржало Лингвистичко друштво Америке на Универзитету у Мичигену у Ан Арбору, предавао је методику са Ендруом Медлером, говорником отавског дијалекта који је рођен у Сагинау у Мичигену, али је већину живота провео на Валпол острву у Онтарију. Граматички опис, транскрибоване реченице и текстови, и лексикон објављени су после његове смрти у једном тому. На Лингвистичком иституту одржаном 1941. на Универзиетеу Северне Каролине у Чапел Хилу, Блумфилд је радио са Анђелином Вилијамс, говорницом отавског дијалекта, што је довело до постхумног објављивања тома текстова.